# Hankó Béla
Hankó Béla (Poprád, 1886. július 5. – Toronto, 1959. november 16.) magyar zoológus, ichthiológus, ornitológus, muzeológus, egyetemi tanár, természettudományi szakíró. Zoológiai szakmunkákban nevének rövidítése: „Hankó”.

## Életpályája
Hankó Artúr fürdőorvos és Burger Gizella fiaként született evangélikus családban. A Budapesti Tudományegyetemen szerzett tanári és bölcsészdoktori oklevelet. 1910-től az állattani tanszéken tanársegéd. 1911-ben a helgolandi, 1912-ben és 1914-ben a nápolyi zoológiai állomáson főként regenerációs kutatásokkal foglalkozott. 1925-ben a közgazdasági egyetemen a halgazdaságtan magántanára és a Magyar Nemzeti Múzeum révfülöpi balatoni biológiai állomásának vezetője. A Tihanyi Biológiai Intézet első igazgatójának nevezték ki 1927-ben.  
A tihanyi Magyar Biológiai Kutató Intézetben a megalakulástól két éven keresztül igazgató és egyben a balatoni osztály vezetője, míg a társigazgató Verzár Frigyes az általános biológiai osztály élén állt. 1929-től a debreceni egyetemen az állattan tanára. Az Erdélyi Tudományos Intézet (ETI) munkatársaként 1940 és 1944 között a kolozsvári egyetem állatrendszertani intézetének és múzeumának vezetője. Emil Racoviță nagy tisztelője volt és a háborús évek alatt ő gondoskodott, a jeles román tudós Kolozsváron maradt könyvtárának és laboratóriumi felszerelésének hiánytalan megőrzéséről. Élete vége felé 1957-ben kivándorolt Kanadába.
Felesége Raichl Melánia volt, Raichl Károly és Szászy Mária lánya, akivel 1918. július 25-én Budapesten kötött házasságot.

## Munkássága
Tudományos munkássága elsősorban a hidrobiológia (Balaton) és az ichthyológia területén jelentős. Nevéhez fűződik a kisázsiai, elsősorban a török halfauna feltárásának a kezdete. Számottevőek a háziállatok eredetére vonatkozó kutatásai is. Az állatrendszertan területén ismert az Összehasonlító vizsgálatok az ős-eredeti és új-szalontai sertés koponyáján című dolgozata, melyet a kolozsvári egyetem természettudományi Acta sorozata közölte (Kolozsvár 1941). Több önálló szakmunkája közül kettő Kolozsvárott jelent meg: A hucul ló és tenyésztése Turjaremetén (Kolozsvár 1942); Székely lovak (Kolozsvár 1943). 
Nemcsak nagyszámú tudományos és ismeretterjesztő értekezést írt, hanem igen sok gyakorlati irányú közleményt is, például összeállította 25 év halászati irodalmát is. A halfauna kutatására a Halászati Egyesület Répássy Miklós kezdeményezésére halrajzi bizottságot alakított, amelynek munkáját nagyban megkönnyítette Unger Emil kitűnő Magyar Édesvízi Halhatározó-ja (1919).

## Munkái
- Rendszeres állattan 4, Pécs, 1928
- Magyar háziállataink, Budapest, 1943
- Halak, Budapest, 1945
- A magyar háziállatok története ősidőktől máig. Budapest, 1954

### Nevéhez köthető fajok
- Capoeta angorae Hankó, 1925 (török márna)
- Hemigrammocapoeta kemali Hankó, 1924 (kisázsiai ponty)
- Seminemacheilus lendlii Hankó, 1924 (anatóliai csík)
- Cobitis turcica Hankó, 1924 (Atatürk kövicsíkja - Atatürk beceneve volt a turcica)
- Cobitis simplicispina Hankó, 1924 (anatóliai kövicsík)
- Pseudophoxinus anatolicus Hankó, 1924 (anatóliai cselle)